# Franz Hodina
Franz Hodina též František Hodina (30. listopadu 1877 Městečko Trnávka – 10. května 1945 tamtéž) byl československý politik německé národnosti, meziválečný poslanec Národního shromáždění za Německý svaz zemědělců, později za Sudetoněmeckou stranu.

## Biografie
Původně patřil mezi přední činovníky Německé agrární strany. Byl již tehdy napojen na okruh spolku Kameradschaftsbund, který později inspiroval lidi okolo Konrada Henleina k založení Sudetoněmecké strany.
V parlamentních volbách v roce 1925 se stal poslancem Národního shromáždění za Německý svaz zemědělců. Mandát za ně obhájil v parlamentních volbách v roce 1929. V parlamentních volbách v roce 1935 již kandidoval za Sudetoněmeckou stranu.
Profesí byl rolník. K roku 1929 se uvádí jako předseda organisace německých zemědělců na Moravě. Podle údajů z roku 1935 bydlel v Trnávce.
10. května 1945 byl v Trnávce davem zlynčován a na místě zabit.